# 哈里路风暴足球俱乐部
哈里路风暴（德語：Toofan Harirod，波斯語：‎）足球俱乐部是阿富汗的一个足球队。他们现在参加阿富汗超级足球联赛。这个队伍代表着阿富汗的西部。他们曾获得2012年阿富汗超级足球联赛冠军。

## 队名来源
哈里路河发源于阿富汗中部，一路向西流淌至伊朗边境，成为伊朗、阿富汗和土库曼斯坦边界的一部分，并一直流入土库曼斯坦干涸的沙漠里。哈里路河在阿富汗和土库曼斯坦境内全长（干流和支流）1100多千米，并且是土库曼斯坦某些省份的农业支柱。“Toofan”指台风，哈里路风暴足球俱乐部期望由其强大的存在和熟练团队精神使自己成为一股风暴。他们拥有理论上来说最强的阵容之一，在与其他球队在阿富汗超级足球联赛竞争中，将奖杯带到西部。